# Daejongismo
El Daejongismo (coreano: 대종교, 大倧敎 Daejonggyo o Taejongkyo, "religión del Divino Progenitor" o "gran religión ancestral": 192 ) o Dangunismo (coreano: 단군교, 檀君敎 Dangungyo o Tangunkyo, "religión de Dangun") es el nombre de una serie de movimientos religiosos en el marco del chamanismo coreano, centrados en el culto a Dangun (o Tangun). Hay alrededor de diecisiete de estos grupos, el principal de los cuales fue fundado en Seúl, actual capital de Corea del Sur, en 1909 por Na Cheol (나철, 1864-1916).
Los dangunistas creen que sus mitos son la auténtica religión nativa coreana, que ya existía como Gosindo (古神道, "camino del Dios ancestral" o "camino antiguo de Dios") en el momento de las primeras invasiones mongolas de Corea, y que fue revivido como "Daejongismo" (Daejonggyo) justo al comienzo de la ocupación japonesa. La religión fue suprimida durante el dominio japonés.
La religión cree en un Dios manifestado en tres personas, cuya encarnación terrenal fue el legendario rey Dangun, que gobernó un imperio coreano hace unos 5000 años. Su principio principal es que los coreanos tienen su propio Dios y no necesitan adorar dioses extranjeros. Su énfasis está en la identidad nacional y la unidad del pueblo coreano (conocido como minjok) y como tal ha sido asociado con el nacionalismo coreano (ya veces con el ultranacionalismo).: 193 
El daejongismo no se enfoca tanto en instituciones o rituales sino más bien en doctrinas centrales y mitologías asociadas, por lo que es más definible como un credo o un sistema de fe que como una religión organizada. En la década de 1910-1920 tuvo su mayor crecimiento, alcanzando un seguimiento estimado de 400.000. Su popularidad se debió en gran parte a sus esfuerzos en favor de la independencia de Corea. Una vez que se logró este objetivo, su membresía disminuyó, aunque el daejongismo adquirió una reputación por sus instituciones educativas y académicas, que publicaron en particular obras monumentales sobre la lucha por la independencia de Corea y la contribución del daejongismo a ella. Un censo de 1995 encontró que menos de 10.000 coreanos afirmaban seguir la religión, aunque las cifras del censo coreano subestiman sistemáticamente el número de seguidores de nuevas religiones, que a menudo son reacios a indicar su afiliación religiosa.

## Enseñanzas
El centro de la fe es la creencia en Haneullim, la tríada de dioses de la cultura coreana: el creador (Hanim/Hwanin), el maestro (Hanung/Hwanung) y el gobernante (Dangun/Hanbaegŏm). Se cree que Dangun, el líder de la nación coreana, es la tercera manifestación humana de Haneullim ("Dios del cielo") o Haneul ("Cielo"). Su madre física era Ungnyeo (熊女), un oso transformado en mujer.
Después de su reinado terrenal, Dangun ascendió al cielo. Semánticamente, Haneul connota tres dioses: Dios-Padre como creador del universo, Dios-Maestro como mentor de la naturaleza universal y Dios-Rey como gobernante de la creación.
La fe está plasmada en tres textos sagrados. Los creyentes afirman que se remontan a la época de Dangun, o incluso antes, y esta afirmación, aunque cuestionada por los eruditos, también es aceptada por muchos coreanos que no pertenecen al daejongismo. Los tres textos son el Ch'ónbugong (El Clásico del Sello del Cielo), una narración de los orígenes del mundo, el Samil sin'go (Las Enseñanzas del Dios Trino), una declaración teológica, y el Ch'amjóngyóng (El Clásico del Sabio), un manual de ética. Varios eruditos creen que estos libros fueron compilados en las dos primeras décadas del siglo XX, basados en visiones y revelaciones que el fundador del daejongismo, Na Cheol (1863-1916), afirmó haber recibido.
El daejongismo también es muy conocido por su enseñanza de técnicas de respiración, conocidas en Occidente como parte de la llamada alquimia interna (Neidan en el taoísmo). Las técnicas del daejongismo se centran en el "mar de energía", al que también se suele hacer referencia como campo de cinabrio o campo de elixir (tanjon). El tanjon es un campo rico en energía vital Qi y la religión ofrece técnicas para aprovechar esta campo y hacer circular la energía a través del cuerpo humano. Estas técnicas se hicieron extremadamente populares en la década de 1970 y generaron un nuevo interés por el daejongismo y su escuela de alquimia interna, conocida como Kich'ónmun.

## Samsin Sinang
Samsin Sinang es una secta dangunista. Su sede se encuentra en el condado de Pieonchang. [18] El líder actual es Bae Sun-moon, y la religión promueve la reunificación de Corea.

## Historia e influencias
Na Cheol, conocido por su papel como líder del movimiento de independencia de Corea del dominio japonés, fundó la religión en 1909 como su "gran maestro" (tosagyo) y la llamó primero "Dangunismo" (Dangungyo, religión de Dangun) y luego un año más tarde "Daejongismo" (Daejonggyo).: 192 
Dijo que era un renacimiento del Goshindo (古神道, "camino del Dios Ancestral"), la creencia en el dios trinitario que era adorado en la antigua Corea. Algunos estudiosos han sugerido la afinidad con el cristianismo, aunque la base ética de la religión es similar al confucianismo. Otros creen que el daejeongismo temprano trató de contrarrestar la creciente influencia del cristianismo reemplazando a la Trinidad cristiana con una coreana. De hecho, la crítica al cristianismo ha continuado en el daejongismo. En 1994, Han Ch'angbôm presentó el "caso contra el cristianismo" del daejongismo, afirmando que el Dios de la Biblia era "celoso y violento" y, por lo tanto, inherentemente "inmoral". El texto también acusaba a los cristianos de haber sido colaboradores de los japoneses durante la ocupación.
La importancia de Dangun fue influenciada por Una nueva lectura de la historia, de Shin Chaeho, y Dangun se enfatizó sobre otra figura legendaria, Jizi (Kija), de quien se decía que no era de origen coreano.: 192  Na afirmó que la religión Goshindo tenía aproximadamente 4300 años de edad, lo que la convertiría en la religión más antigua de Corea.
Después de la anexión de Corea en 1910 por el Imperio de Japón, Na difundió la nueva religión en Manchuria, donde estableció escuelas y centros sociales, y se convirtió en el foco del movimiento de independencia de Corea.: 193  Na se suicidó en un santuario en el monte Kuwŏl en 1916, diciendo que tenía culpa por sus fracasos y que se estaba martirizando por el bien de su religión, Dios y la gente.
Los líderes de la religión después de Na incluyen a su sucesor Kim Kyohong,: 50  y An Ho-Sang. Kim dijo que las enseñanzas de Dangun en su "Historia del pueblo divino de Dangun" eran el sin gyo o "enseñanza divina", y dijo que varias religiones coreanas, como la de Wang Kon, eran continuaciones del sin gyo, pero que estas creencias habían sido suprimidas bajo los mongoles, el budismo y el confucianismo.: 194  La tarea principal de la religión era chunggwang ("encender de nuevo"), lo que significa revivir la memoria de Dangun.: 198 
Un tema particularmente controvertido se refiere a las raíces en el daejongismo del sistema global de espiritualidad y ejercicio físico conocido como Body & Brain, Dahnhak o Dahn Yoga, fundado por el maestro coreano de artes marciales y autor Ilchi Lee. Si bien "Cuerpo y cerebro" normalmente no enfatiza su conexión con el daejongismo, los estudiosos lo ven como una de las muchas escuelas que enseñan una forma de alquimia interna basada en las técnicas que popularizó el daejongismo. Según el estudioso estadounidense de la religión coreana Don Baker, "no solo Dahn afirmó que sus técnicas eran las mismas prácticas que Tàn'gun [Dangun] enseñó cuando gobernó el primer reino coreano; también anunció los tres Tàn'gun- Eran los textos sagrados de Taejonggyo [Daejongismo] como escritura auténtica". Solo cuando el movimiento se hizo internacional, se restaron importancia a las referencias a Dangun y el daejongismo, aunque el símbolo del daejongismo fue bordado en los uniformes originales entregados a los estudiantes de Dahnhak en Estados Unidos y la organización "erigió una gran estatua al aire libre de Tan'gun cerca de [su] sede en Sedona [Arizona]". Baker afirma que las referencias al daejongismo, aunque no se hacen explícitas, siguen siendo fáciles de detectar para quienes están familiarizados con la religión coreana.